# Kevin Volland
Kevin Volland (ur. 30 lipca 1992 w Marktoberdorfie) – niemiecki piłkarz, grał jako napastnik w niemieckim klubie Union Berlin, zanim wrócił do TSV 1860 Monachium. Gra również w reprezentacji Niemiec.

## Kariera klubowa
W czasach juniorskich trenował w klubach FC Thalhofen (1995–2005), FC Memmingen (2005–2006), TSG Thannhausen (2006–2007) i TSV 1860 Monachium (2007–2010). Przed rozpoczęciem sezonu 2010/2011 dołączył do pierwszego zespołu TSV. 26 września 2010 po raz pierwszy zagrał w 2. Bundeslidze. Miało to miejsce w wygranym 2:1 meczu z FC Augsburg. Do gry wszedł w 86. minucie, zmieniając Daniela Bierofkę. 13 stycznia 2011 odszedł za około 700 tysięcy euro do TSG 1899 Hoffenheim. Pozostał jednak w TSV 1860 Monachium na zasadzie półtorarocznego wypożyczenia. W sumie w barwach tego klubu rozegrał 57 meczów ligowych, w których strzelił 19 goli. 1 lipca 2012 dołączył do składu Hoffenheim. W Bundeslidze zadebiutował 25 sierpnia 2012 w przegranym 1:2 spotkaniu z Borussią Mönchengladbach, grając w nim przez pełne 90 minut. Pierwszego gola w tych rozgrywkach zdobył natomiast 3 listopada tego samego roku w wygranym 3:2 meczu z FC Schalke 04. Asystę przy golu Vollanda zaliczył Fabian Johnson, a sam Volland asystował przy trafieniu autorstwa Roberto Firmino. 20 maja 2016 został ogłoszony jego transfer do Bayeru 04 Leverkusen. Wartość transferu wyniosła około 20 milionów euro. Pierwszy mecz w Bundeslidze dla nowego klubu rozegrał 27 sierpnia 2016 przeciwko Borussii Mönchengladbach (wygrana BM 2:1). 14 września tego samego roku zagrał po raz pierwszy w europejskich pucharach – w zremisowanym 2:2 spotkaniu z CSKA Moskwa.

## Kariera reprezentacyjna
Był powoływany do niemieckich kadr narodowych do lat 17, 18, 19, 20 i 21. W 2015 roku został powołany na Mistrzostwa Europy do lat 21 rozgrywane w Czechach. Został wybrany do najlepszej jedenastki tego turnieju.
W reprezentacji Niemiec zadebiutował 13 maja 2014 w zremisowanym 0:0 meczu z Polską. Grał w nim do 71. minuty, po czym został zastąpiony przez Sebastiana Junga.